# Стів Мейстер
Стів Мейстер (англ. Steve Meister; нар. 21 квітня 1958) — колишній американський тенісист.
Здобув 7 парних титулів.

## Фінали за кар'єру

### Парний розряд (6–3)
| Результат | W/L | Дата | Турнір             | Покриття | Партнер         | Суперники                        | Рахунок       |
| --------- | --- | ---- | ------------------ | -------- | --------------- | -------------------------------- | ------------- |
| Перемога  | 1–0 | 1981 | Тель-Авів, Ізраїль | Тверде   | Вен Вінітскі    | Джон Фівер Стів Крулевітс        | 3–6, 6–3, 6–3 |
| Перемога  | 2–0 | 1982 | Каракас, Венесуела | Тверде   | Крейг Віттус    | Ерік Фромм Кері Лідс             | 6–7, 7–6, 6–4 |
| Перемога  | 3–0 | 1982 | Бостон, США        | Ґрунт    | Крейг Віттус    | Фредді Зауер Схалк ван дер Мерве | 6–2, 6–3      |
| Перемога  | 4–0 | 1983 | Тампа, США         | Килим    | Тоні Джаммалва  | Ерік Фромм Дрю Джітлін           | 3–6, 6–1, 7–5 |
| Перемога  | 5–0 | 1983 | Мауї, США          | Тверде   | Тоні Джаммалва  | Майк Бауер Скотт Девіс           | 6–3, 5–7, 6–4 |
| Поразка   | 5–1 | 1983 | Гонконг            | Тверде   | Семмі Джаммалва | Дрю Джітлін Крейг А. Міллер      | 2–6, 2–6      |
| Перемога  | 6–1 | 1983 | Йоганнесбург, ПАР  | Тверде   | Браян Тічер     | Андрес Гомес Шервуд Стюарт       | 6–7, 7–6, 6–2 |
| Поразка   | 6–2 | 1984 | Токіо, Японія      | Тверде   | Марк Діксон     | Девід Доулен Ндука Одізор        | 7–6, 4–6, 3–6 |
| Поразка   | 6–3 | 1984 | Йоганнесбург, ПАР  | Тверде   | Еліот Телчер    | Трейсі Делатт Франсіско Гонсалес | 6–7, 1–6      |